# الکساندرو ماتسل
الکساندرو ماتسل (رومانیایی: Alexandru Mățel؛ زادهٔ ۱۷ اکتبر ۱۹۸۹) بازیکن فوتبال اهل رومانی است.
از باشگاه‌هایی که در آن بازی کرده‌است، می‌توان به آسترا جورجو و دینامو زاگرب اشاره کرد.
وی همچنین در تیم ملی فوتبال رومانی بازی کرده‌است.